# Ingrid Schmidt (natation)
Pour les articles homonymes, voir Ingrid Schmidt et Schmidt.
Ingrid Schmidt, née le 3 mars 1945 à Rudolstadt et morte le 6 août 2023, est une nageuse est-allemande spécialiste du dos. Elle est médaillée de bronze en relais aux Jeux de 1960.

## Carrière
Lors des Jeux olympiques d'été de 1960, elle monte sur la troisième marche du podium du 4 x 100 m 4 nages avec Ursula Küper, Bärbel Fuhrmann et Ursel Brunner.

## Palmarès
| Date | Compétition           | Lieu    | Place | Course            |
| ---- | --------------------- | ------- | ----- | ----------------- |
| 1960 | Jeux olympiques       | Rome    | 11e   | 100 m dos         |
| 1960 | Jeux olympiques       | Rome    | 3e    | 4 × 100 m 4 nages |
| 1962 | Championnats d'Europe | Leipzig | 4e    | 100 m dos         |
| 1962 | Championnats d'Europe | Leipzig | 1re   | 4 × 100 m 4 nages |
| 1964 | Jeux olympiques       | Tokyo   | 9e    | 100 m dos         |
| 1964 | Jeux olympiques       | Tokyo   | 4e    | 4 × 100 m 4 nages |